# ФК «Шахтёр» Караганда в сезоне 1964
Сезон 1964 — седьмой сезон для «Шахтёра» в чемпионатах СССР. В сезоне 1964 класс «А» вновь бел реформирован. Теперь лига второй группы состояла из двух этапов. На первом этапе в каждой из двух подгрупп определялись по 7 лучших команд. Далее на втором этапе лучшие команды оспаривали путевки за выход в первую группу «А», остальные за сохранение места во второй подгруппе. При этом на втором этапе команды, встречавшиеся на первом этапе, между собой не играли, в зачет шли ранее проведенные матчи.

## Чемпионат СССР 1964

### Вторая группа класса «А»

#### Предварительный этап (2 подгруппа)

##### Турнирная таблица
| М  | Команда                | И  | В  | Н  | П  | Мячи    | ±   | О  | Примечания                                                       |
| -- | ---------------------- | -- | -- | -- | -- | ------- | --- | -- | ---------------------------------------------------------------- |
| 1  | СКА (Одесса)           | 26 | 13 | 10 | 3  | 32 − 17 | +15 | 36 | Команды, продолжающие борьбу за выход в первую группу класса «А» |
| 2  | Шахтёр (Караганда)     | 26 | 11 | 10 | 5  | 33 − 20 | +13 | 32 | Команды, продолжающие борьбу за выход в первую группу класса «А» |
| 3  | Локомотив (Москва)     | 26 | 11 | 10 | 5  | 28 − 21 | +7  | 32 | Команды, продолжающие борьбу за выход в первую группу класса «А» |
| 4  | Карпаты                | 26 | 10 | 8  | 8  | 32 − 27 | +5  | 28 | Команды, продолжающие борьбу за выход в первую группу класса «А» |
| 5  | Арарат                 | 26 | 7  | 13 | 6  | 21 − 15 | +6  | 27 | Команды, продолжающие борьбу за выход в первую группу класса «А» |
| 6  | Труд (Воронеж)         | 26 | 10 | 7  | 9  | 26 − 27 | −1  | 27 | Команды, продолжающие борьбу за выход в первую группу класса «А» |
| 7  | Локомотив (Тбилиси)    | 26 | 9  | 8  | 9  | 32 − 27 | +5  | 26 | Команды, продолжающие борьбу за выход в первую группу класса «А» |
| 8  | Металлург (Запорожье)  | 26 | 7  | 12 | 7  | 19 − 16 | +3  | 26 | Команды, продолжающие борьбу за сохранение места в лиге          |
| 9  | Трактор (Волгоград)    | 26 | 8  | 9  | 9  | 21 − 27 | −6  | 25 | Команды, продолжающие борьбу за сохранение места в лиге          |
| 10 | Днепр (Днепропетровск) | 26 | 8  | 8  | 10 | 25 − 28 | −3  | 24 | Команды, продолжающие борьбу за сохранение места в лиге          |
| 11 | Уралмаш                | 26 | 9  | 5  | 12 | 21 − 27 | −6  | 23 | Команды, продолжающие борьбу за сохранение места в лиге          |
| 12 | Динамо (Таллин)        | 26 | 6  | 9  | 11 | 24 − 29 | −5  | 21 | Команды, продолжающие борьбу за сохранение места в лиге          |
| 13 | Алга                   | 26 | 5  | 9  | 12 | 26 − 46 | −20 | 19 | Команды, продолжающие борьбу за сохранение места в лиге          |
| 14 | Спартак (Гомель)       | 26 | 3  | 12 | 11 | 8 − 21  | −13 | 18 | Команды, продолжающие борьбу за сохранение места в лиге          |

И — игры, В — выигрыши, Н — ничьи, П — проигрыши, Мячи — забитые и пропущенные голы, ± — разница голов, О — очки

##### Матчи
Победа
 Ничья
 Поражение
| 5 апреля 1964 1 тур | Карпаты                            | 3:0                 | Шахтёр (Караганда) | Львов                                                            |
| | Шутылёв 21′ · Гусев ? · Крощенко ? | (отчёт 1) (отчёт 2) |                    | Стадион: Дружба Зрителей: 30 000 Судья: Владимир Осипов (Москва) |
| Карпаты: Власенко (Сусло 65), Баканчош, Валионта, Кулаковский, Кульчицкий, Асланян, Шутылёв, Иванюк, Гусев, Крощенко, Сак Шахтёр (Караганда): Андрес, Горбов, Канунников, Павлов, Кузнецов, Воропаев, Юркевич, Лебедев, Абгольц, Игнатьев, Корольков |                                    |                     |                    |                                                                  |

| 11 апреля 1964 2 тур | СКА (Одесса)  | 1:0                 | Шахтёр (Караганда) | Одесса                                                      |
| | Котыченко 21′ | (отчёт 1) (отчёт 2) |                    | Стадион: ЧМП Зрителей: 35 000 Судья: Борис Бобров (Воронеж) |
| СКА (Одесса): Каракозов, Чинёнов, Архипенко, Масловский, Бардешин, Кобылочный, Снитко, Петров, Сарыгин (Аристов 77), Котыченко, Блиндер Шахтёр (Караганда): Симович, Горбов, Канунников, Кузнецов, Десятчиков, Лебедев, Юркевич, Леонидов, Абгольц, Игнатьев (Тюрин 75), Корольков |               |                     |                    |                                                             |

| 16 апреля 1964 3 тур | Алга | 0:5                 | Шахтёр (Караганда)                                  | Фрунзе                                                              |
| |      | (отчёт 1) (отчёт 2) | Юркевич 13′ 71′ 79′ · Абгольц 19′ 89′ · Леонидов ?' | Стадион: Спартак Зрителей: 10 000 Судья: Махмуд Абиджанов (Душанбе) |
| Алга: Кожанов (Федий 46), Мидигулов, Белоконь, Д. Бибаев (Егоров 46), Р. Бибаев, Кириллов, Стрельцов, Мерзликин, Мусаев, Бабанов, Тягусов Шахтёр (Караганда): Симович (Андрес 82), Горбов, Канунников, Кузнецов, Десятчиков, Лебедев, Юркевич, Леонидов, Абгольц, Игнатьев, Тюрин (Павлов 54) |      |                     |                                                     |                                                                     |

| 21 апреля 1964 4 тур | Шахтёр (Караганда) | 1:0                 | Локомотив (Тбилиси) | Караганда                                                        |
| | Юркевич 74′        | (отчёт 1) (отчёт 2) |                     | Стадион: Шахтёр Зрителей: 32 000 Судья: Сергей Мурунов (Ташкент) |
| Шахтёр (Караганда): Симович, Горбов, Десятчиков, Кузнецов, Канунников, Лебедев, Юркевич, Воропаев, Абгольц, Игнатьев, Корольков Локомотив (Тбилиси): Рухадзе, Чхаидзе, Чубинидзе, Тогонидзе (Канделаки 37), Цоцелия, Закарейшвили, Шапатава, Апресян, Кахиани, Жордания, Кошкелов |                    |                     |                     |                                                                  |

| 26 апреля 1964 5 тур | Шахтёр (Караганда)        | 2:3                 | Арарат                           | Караганда                                                       |
| | Абгольц 63′ · Юркевич 65′ | (отчёт 1) (отчёт 2) | Аствацатрян 30′ 40′ · Овивян 47′ | Стадион: Шахтёр Зрителей: 32 000 Судья: Николай Панкин (Москва) |
| Шахтёр (Караганда): Симович (Андрес 46), Горбов, Канунников, Десятчиков, Кузнецов (Мелкумов 46), Лебедев, Леонидов, Юркевич, Абгольц, Игнатьев (к), Корольков Арарат: Р. Матевосян, Серопян, Далакян (Аветисян 55), Овсепян, Бабаян, Коваленко, Галстян, Григорян, Овивян (к), Аствацатрян, Арутюнян |                           |                     |                                  |                                                                 |

| 2 мая 1964 6 тур | Шахтёр (Караганда)         | 2:0                 | Металлург (Запорожье) | Караганда                                                             |
| | Мелкумов 45′ · Юркевич 84′ | (отчёт 1) (отчёт 2) |                       | Стадион: Шахтёр Зрителей: 33 000 Судья: Григорий Багдасаров (Ташкент) |
| Шахтёр (Караганда): Андрес (Симович 87), Горбов, Канунников, Десятчиков, Лебедев, Леонидов (Павлов 86), Мелкумов, Абгольц, Юркевич, Игнатьев, Корольков Металлург (Запорожье): Кананин (Заец 74), Ермоленко, Лукашенко, Щеголихин, Руденко, Чистяков, Урин, Балакин, Коваленко, Вуль, Никуленко (Самойлов 46) |                            |                     |                       |                                                                       |

| 7 мая 1964 7 тур | Шахтёр (Караганда)                        | 3:1                 | Трактор (Волгоград) | Караганда                                                         |
| | Мелкумов 35′ · Игнатьев 61′ · Юркевич 88′ | (отчёт 1) (отчёт 2) | Тимохин 40′         | Стадион: Шахтёр Зрителей: 29 000 Судья: Борис Белозёров (Ташкент) |
| Шахтёр (Караганда): Андрес (Симович 88), Горбов, Канунников, Десятчиков, Лебедев, Леонидов, Мелкумов, Костюченко (Воропаев 46), Юркевич, Игнатьев, Корольков Трактор (Волгоград): Скарлыгин, Зубович, Донченко, Янин, Маркин, Говорун, Борисенко, Чирков, Макаренков, Долбая (Капков 60), Тимохин |                                           |                     |                     |                                                                   |

| 12 мая 1964 8 тур | Шахтёр (Караганда) | 1:1                 | Динамо (Таллин) | Караганда                                          |
| | Десятчиков 83′     | (отчёт 1) (отчёт 2) | Колтунов 66′    | Стадион: Шахтёр Зрителей: 29 000 Судья: ? (Москва) |
| Шахтёр (Караганда): Андрес (Симович 69), Горбов, Канунников, Десятчиков, Лебедев, Леонидов, Корольков, Чуваков, Игнатьев, Юркевич, Мелкумов Динамо (Таллин): Беляев, Гусев, Севастьянов, Тамкырв, Колтунов, Трофимов, Гильден (Гайкович 66), Белкин, Юлгушев, Колло, Луйк |                    |                     |                 |                                                    |

| 18 мая 1964 9 тур | Локомотив (Москва) | 1:1                 | Шахтёр (Караганда) | Москва                                                            |
| | Ковалёв 67′        | (отчёт 1) (отчёт 2) | Корольков 89′      | Стадион: Сталинец Зрителей: 5 000 Судья: Валентин Кебина (Таллин) |
| Локомотив (Москва): Туголуков, Зайцев, Медведев, Максимов, Сорокин, Беляков, Латышев, Ковалёв, Клещёв (Горшков 62), Бубукин, Сягин Шахтёр (Караганда): Андрес, Горбов, Канунников, Десятчиков, Лебедев, Леонидов, Мелкумов, Игнатьев, Юркевич, Лукьянович (Воропаев 72), Корольков |                    |                     |                    |                                                                   |

| 26 мая 1964 10 тур | Днепр (Днепропетровск) | 0:0                 | Шахтёр (Караганда) | Днепропетровск                                                          |
| |                        | (отчёт 1) (отчёт 2) |                    | Стадион: Металлург Зрителей: 18 000 Судья: Константин Демченко (Москва) |
| Днепр (Днепропетровск): Павличенко, Канафоцкий, Дановский, Ступакевич, Фефлов, Щербаков, Пинчук, Журавлёв, Северухин, Иванов (Лапшин 60), Тарасенко Шахтёр (Караганда): Андрес, Горбов, Павлов, Десятчиков, Лебедев, Леонидов, Корольков, Чуваков (Воропаев 46), Игнатьев, Юркевич, Мелкумов |                        |                     |                    |                                                                         |

| 9 июня 1964 11 тур | Уралмаш     | 1:2                 | Шахтёр (Караганда)          | Свердловск                                                        |
| | Сесюнин 88′ | (отчёт 1) (отчёт 2) | Корольков 42′ · Юркевич 62′ | Стадион: Уралмаш Зрителей: 17 000 Судья: Анвар Зверев (Ленинград) |
| Уралмаш: Чемоданов, Рысьев, Теркунов, Погорелов, Феоктистов, Стаферов (Вьютнов 70), Сесюнин, Кочегаров, Охремчук, Гаврилов, А. Морозов Шахтёр (Караганда): Андрес, Горбов, Павлов, Десятчиков, Кузнецов, Леонидов, Игнатьев, Лукьянович (Мелкумов 74), Лебедев, Юркевич, Корольков |             |                     |                             |                                                                   |

| 14 июня 1964 12 тур | Шахтёр (Караганда) | 0:0                 | Труд (Воронеж) | Караганда                                                             |
| |                    | (отчёт 1) (отчёт 2) |                | Стадион: Шахтёр Зрителей: 32 000 Судья: Григорий Багдасаров (Ташкент) |
| Шахтёр (Караганда): Андрес, Горбов, Павлов, Десятчиков, Лебедев, Леонидов, Корольков, Мелкумов, Игнатьев, Лукьянович, Юркевич Труд (Воронеж): Литвинов, Лукин, Мельников, Третьяков, Шмелёв (Береговский 36), Радин, Чернышов, Проскурин, Шаров, Мануйлов, Янишевский |                    |                     |                |                                                                       |

| 21 июня 1964 13 тур | Шахтёр (Караганда)                | 3:0                 | Спартак (Гомель) | Караганда                                                          |
| | Корольков 9′ 34′ · Лукьянович 52′ | (отчёт 1) (отчёт 2) |                  | Стадион: Шахтёр Зрителей: 32 000 Судья: Владимир Бабушкин (Москва) |
| Шахтёр (Караганда): Андрес (Симович 78), Горбов, Леонидов, Десятчиков, Кузнецов (Тулемисов 78), Лебедев, Корольков, Лукьянович, Игнатьев, Юркевич, Мелкумов Спартак (Гомель): Гаврилов, Супрунюк, Ходоровский, Гияев, Субботко, Ковалёв, Короткевич, Уткин, Васильев, Яско, Ховрин (Гринкевич 46) |                                   |                     |                  |                                                                    |

| 29 июня 1964 14 тур | Шахтёр (Караганда) | 1:0                 | Карпаты      | Караганда                                                   |
| | Лукьянович 5′      | (отчёт 1) (отчёт 2) | Россихин 70' | Стадион: Шахтёр Зрителей: 32 000 Судья: Юрий Голубев (Омск) |
| Шахтёр (Караганда): Андрес, Горбов, Павлов, Десятчиков, Лебедев, Леонидов, Корольков, Мелкумов, Игнатьев, Лукьянович, Юркевич Карпаты: Власенко, Баканчош, Валионта, Сучков, Кулаковский, Асланян, Кульчицкий, Россихин, Диковец, Крощенко, Сак (Иванюк 64) |                    |                     |              |                                                             |

| 4 июля 1964 15 тур | Шахтёр (Караганда) | 0:0                 | СКА (Одесса) | Караганда                                                         |
| |                    | (отчёт 1) (отчёт 2) |              | Стадион: Шахтёр Зрителей: 31 000 Судья: Борис Белозёров (Ташкент) |
| Шахтёр (Караганда): Андрес, Горбов, Павлов, Десятчиков, Лебедев, Леонидов, Корольков, Мелкумов, Игнатьев (Чуваков 46), Лукьянович, Юркевич СКА (Одесса): Каракозов, Чинёнов, Архипенко, Масловский, Бардешин, Поляков, Снитко, Петров, Сарыгин, Сарычев, Блиндер |                    |                     |              |                                                                   |

| 8 июля 1964 16 тур | Шахтёр (Караганда)           | 2:0                 | Алга | Караганда                                                      |
| | Юркевич 35′ · Лукьянович 83′ | (отчёт 1) (отчёт 2) |      | Стадион: Шахтёр Зрителей: 25 000 Судья: Юрий Черников (Москва) |
| Шахтёр (Караганда): Андрес, Горбов, Павлов, Десятчиков, Лебедев, Леонидов, Корольков, Мелкумов (Чуваков 63), Игнатьев, Лукьянович, Юркевич Алга: Федий, Мидигулов, Р. Бибаев, Д. Бибаев, Егоров, Игнатенко, Мусаев, Султанов (Жарков 55), Мерзликин, Бабанов, Стрельцов |                              |                     |      |                                                                |

| 13 июля 1964 17 тур | Локомотив (Тбилиси) | 0:3                 | Шахтёр (Караганда)                | Тбилиси                                                             |
| |                     | (отчёт 1) (отчёт 2) | Лукьянович 20′ · Мелкумов 58′ 64′ | Стадион: Динамо Зрителей: 18 000 Судья: Николай Болотников (Москва) |
| Локомотив (Тбилиси): Рухадзе, Чхаидзе, Чубинидзе, Цоцелия, Кизирия, Иашвили, Мирошников, Шапатава, Апресян, Ахалкаци, Кошкелов (Давитулиани 70) Шахтёр (Караганда): Андрес (Симович 75), Горбов, Павлов, Десятчиков, Лебедев, Леонидов, Лукьянович, Мелкумов, Игнатьев, Юркевич, Корольков |                     |                     |                                   |                                                                     |

| 18 июля 1964 18 тур | Арарат                                | 3:0                 | Шахтёр (Караганда) | Ереван                                                                 |
| | Овивян 38′ · Зироян 39′ · Антонян 57′ | (отчёт 1) (отчёт 2) |                    | Стадион: Республиканский Зрителей: 23 000 Судья: Тофик Бахрамов (Баку) |
| Арарат: Р. Матевосян (Абрамян 85), Серопян, Аветисян, Дарбинян, Бабаян, Коваленко, Далакян (Егиазарян 70), Антонян, Овивян (к), Овсепян, Зироян Шахтёр (Караганда): Андрес (Симович 46), Горбов, Павлов, Десятчиков, Лебедев, Леонидов, Мелкумов, Игнатьев, Лукьянович, Анфилов (Юркевич 58), Корольков |                                       |                     |                    |                                                                        |

| 23 июля 1964 19 тур | Металлург (Запорожье) | 0:0                 | Шахтёр (Караганда) | Запорожье                                                          |
| |                       | (отчёт 1) (отчёт 2) |                    | Стадион: Металлург Зрителей: 20 000 Судья: Сергей Архипов (Москва) |
| Металлург (Запорожье): Кананин, Ермоленко, Лукашенко, Щеголихин, Руденко, Чистяков, Яровой, Нестеров, Коваленко, Розенко, Хасин (Силкин 35) Шахтёр (Караганда): Андрес, Горбов, Павлов, Десятчиков, Лебедев, Леонидов, Мелкумов (Кузнецов ?), Игнатьев, Лукьянович, Юркевич, Корольков |                       |                     |                    |                                                                    |

| 29 июля 1964 20 тур | Трактор (Волгоград) | 1:1                 | Шахтёр (Караганда) | Волгоград                                                                |
| | Борисенко 63′       | (отчёт 1) (отчёт 2) | Игнатьев 45′       | Стадион: Центральный Зрителей: 15 000 Судья: Александр Цаповецкий (Киев) |
| Трактор (Волгоград): Ядров, Зубович, Донченко, Маркин, Стрельцов, Дергач, Чирков, Борисенко, Шабанов, Косов (Золенко 46), Тимохин Шахтёр (Караганда): Андрес, Горбов, Павлов, Десятчиков, Лебедев, Леонидов, Мелкумов (Кузнецов ?), Игнатьев, Лукьянович, Юркевич, Корольков |                     |                     |                    |                                                                          |

| 7 августа 1964 22 тур | Спартак (Гомель) | 0:0                 | Шахтёр (Караганда) | Гомель                                                                |
| |                  | (отчёт 1) (отчёт 2) |                    | Стадион: Локомотив Зрителей: 8 000 Судья: Александр Цаповецкий (Киев) |
| Спартак (Гомель): Ворон, Супрунюк, Ходоровский, Ковалёв, Радунский, Субботко, Джиоев, Уткин, Чуешков, Яско, Ховрин Шахтёр (Караганда): Андрес, Горбов, Канунников, Кузнецов (Мелкумов 46), Леонидов, Анфилов, Лебедев, Игнатьев, Лукьянович, Юркевич, Корольков |                  |                     |                    |                                                                       |

| 12 августа 1964 23 тур | Шахтёр (Караганда)              | 3:1                 | Днепр (Днепропетровск) | Караганда                                                          |
| | Лукьянович 2′ · Юркевич 79′ 88′ | (отчёт 1) (отчёт 2) | Северухин 52′          | Стадион: Шахтёр Зрителей: 26 000 Судья: Махмуд Абиджанов (Душанбе) |
| Шахтёр (Караганда): Андрес, Горбов, Канунников, Леонидов, Лебедев, Анфилов (Павлов 78), Мелкумов, Игнатьев, Лукьянович, Юркевич, Корольков Днепр (Днепропетровск): Павличенко, Петрашевский, Дановский, Канафоцкий, Ступакевич, Ануфриенко, Пинчук, Галоян, Крюковский (Соколов 80), Северухин, Сатаев |                                 |                     |                        |                                                                    |

| 17 августа 1964 24 тур | Шахтёр (Караганда) | 1:1                 | Локомотив (Москва) | Караганда                                                       |
| | Лукьянович ?       | (отчёт 1) (отчёт 2) | Сягин 87′          | Стадион: Шахтёр Зрителей: 32 000 Судья: Матвей Титаренко (Рига) |
| Шахтёр (Караганда): Андрес, Горбов, Канунников, Павлов, Лебедев, Леонидов, Мелкумов, Игнатьев, Юркевич, Лукьянович, Корольков Локомотив (Москва): Поляков, Зайцев, Медведев, Максимов, Беляков (Сягин 75), Ковалёв, Маньшин, Иванов, Горшков, Бубукин, Орешников |                    |                     |                    |                                                                 |

| 22 августа 1964 21 тур | Динамо (Таллин)  | 3:1                 | Шахтёр (Караганда) | Таллин                                                        |
| | Колло ? · Карп ? | (отчёт 1) (отчёт 2) | Игнатьев ?         | Стадион: Динамо Зрителей: 3 500 Судья: Пётр Белов (Ленинград) |
| Динамо (Таллин): Беляев, Гусев, Василевский, Тамкырв, Севастьянов, Карп, Гильден, Белкин, Юлгушев (Луйк 75), Гуткин, Колло Шахтёр (Караганда): Андрес, Горбов (Анфилов 34), Канунников, Десятчиков, Лебедев, Леонидов, Мелкумов, Игнатьев, Лукьянович, Юркевич, Корольков |                  |                     |                    |                                                               |

| 26 августа 1964 26 тур | Труд (Воронеж) | 0:0                 | Шахтёр (Караганда) | Воронеж                                                       |
| |                | (отчёт 1) (отчёт 2) |                    | Стадион: Труд Зрителей: 30 000 Судья: Сергей Архипов (Москва) |
| Труд (Воронеж): Литвинов, Лукин, Мельников, Береговский, Третьяков, Зотов, Чернышов, Либер, Янишевский, Мануйлов, Шаров Шахтёр (Караганда): Андрес (Симович 31), Горбов, Павлов, Десятчиков, Канунников, Леонидов, Лебедев, Игнатьев, Лукьянович (Мелкумов 26), Юркевич, Корольков |                |                     |                    |                                                               |

| 31 августа 1964 25 тур | Шахтёр (Караганда) | 1:0                 | Уралмаш | Караганда                                                         |
| | Мелкумов ?         | (отчёт 1) (отчёт 2) |         | Стадион: Шахтёр Зрителей: 22 000 Судья: Николай Маклас (Кемерово) |
| Шахтёр (Караганда): Андрес, Горбов, Павлов, Десятчиков, Канунников, Леонидов, Мелкумов, Игнатьев, Лебедев, Юркевич, Корольков Уралмаш: Голубев, Рысьев, Теркунов, Погорелов, Феоктистов, Стаферов, Жос, Кочегаров, Сесюнин, Гаврилов, Обрывалин (Луговых ?) |                    |                     |         |                                                                   |

#### Финальный этап (За 1-14 места)

##### Турнирная таблица
| М  | Команда               | И  | В  | Н  | П  | Мячи    | ±   | О  | Примечания                       |
| -- | --------------------- | -- | -- | -- | -- | ------- | --- | -- | -------------------------------- |
| 1  | Локомотив (Москва)    | 26 | 13 | 9  | 4  | 32 − 23 | +9  | 35 | Выход в первую группу класса «А» |
| 2  | СКА (Одесса)          | 26 | 10 | 13 | 3  | 27 − 19 | +8  | 33 | Выход в первую группу класса «А» |
| 3  | Пахтакор              | 26 | 10 | 11 | 5  | 31 − 20 | +11 | 31 | Выход в первую группу класса «А» |
| 4  | Черноморец            | 26 | 12 | 7  | 7  | 36 − 28 | +8  | 31 | Выход в первую группу класса «А» |
| 5  | Жальгирис             | 26 | 9  | 11 | 6  | 33 − 28 | +5  | 29 |                                  |
| 6  | Авангард (Харьков)    | 26 | 9  | 8  | 9  | 32 − 27 | +5  | 26 |                                  |
| 7  | Арарат                | 26 | 9  | 8  | 9  | 26 − 23 | +3  | 26 |                                  |
| 8  | Локомотив (Челябинск) | 26 | 8  | 9  | 9  | 22 − 22 | 0   | 25 |                                  |
| 9  | Локомотив (Тбилиси)   | 26 | 7  | 10 | 9  | 30 − 30 | 0   | 24 |                                  |
| 10 | Карпаты               | 26 | 8  | 8  | 10 | 29 − 36 | −7  | 24 |                                  |
| 11 | Заря                  | 26 | 6  | 11 | 9  | 16 − 18 | −2  | 23 |                                  |
| 12 | Труд (Воронеж)        | 26 | 5  | 11 | 10 | 15 − 29 | −14 | 21 |                                  |
| 13 | Даугава-РЭЗ           | 26 | 5  | 10 | 11 | 22 − 30 | −8  | 20 |                                  |
| 14 | Шахтёр (Караганда)    | 26 | 3  | 10 | 13 | 15 − 33 | −18 | 16 |                                  |

И — игры, В — выигрыши, Н — ничьи, П — проигрыши, Мячи — забитые и пропущенные голы, ± — разница голов, О — очки

##### Матчи
| 5 сентября 1964 1 тур | Жальгирис    | 1:0                 | Шахтёр (Караганда) | Вильнюс                                                                 |
| | Лещинскас 4′ | (отчёт 1) (отчёт 2) |                    | Стадион: Жальгирис Зрителей: 17 000 Судья: Александр Меньшиков (Москва) |
| Жальгирис: Авербух, Житкус, Жилинскас, Рамялис, Куликаускас, Егоров, Зелькявичюс (Юшка 46), Антанайтис, Билюнас, Глоденис, Лещинскас Шахтёр (Караганда): Андрес, Горбов, Канунников, Десятчиков, Кузнецов, Леонидов, Лебедев, Мелкумов, Игнатьев, Юркевич, Корольков (Чуваков 69) |              |                     |                    |                                                                         |

| 10 сентября 1964 2 тур | Даугава-РЭЗ | 1:0                 | Шахтёр (Караганда) | Рига                                                         |
| | Улманис 55′ | (отчёт 1) (отчёт 2) |                    | Стадион: Даугава Зрителей: 18 000 Судья: Лев Саркисов (Сочи) |
| Даугава-РЭЗ: Бубенец, Страуме, Аболтиньш, Рожков, Анджанс, Маркин, Герасименко, Улманис, Смирнов, Веранян (Залитис 78), Медведев Шахтёр (Караганда): Андрес, Горбов, Канунников, Десятчиков, Кузнецов, Леонидов, Мелкумов, Игнатьев, Лебедев, Юркевич, Корольков |             |                     |                    |                                                              |

| 15 сентября 1964 3 тур | Шахтёр (Караганда)                 | 2:2                 | Авангард (Харьков)       | Караганда                                                             |
| | Мелкумов 1′ (пен.) · Корольков 79′ | (отчёт 1) (отчёт 2) | Костюк 27′ · Королёв 57′ | Стадион: Шахтёр Зрителей: 20 000 Судья: Алексей Качкачашвили (Москва) |
| Шахтёр (Караганда): Андрес, Горбов, Канунников, Леонидов, Лебедев, Сарумов, Мелкумов, Игнатьев, Лукьянович (Десятчиков 46), Юркевич, Корольков Авангард (Харьков): Колтун, Онисько (Е. Несмеян 33), Кольцов, Хаткевич, Поскотин, Панов, Костюк, Ю. Несмеян, Шеховцев, Королёв, Немировский |                                    |                     |                          |                                                                       |

| 20 сентября 1964 4 тур | Шахтёр (Караганда) | 0:1                 | Заря          | Караганда                                                   |
| |                    | (отчёт 1) (отчёт 2) | Волченков 89′ | Стадион: Шахтёр Зрителей: 20 000 Судья: Юрий Голубев (Омск) |
| Шахтёр (Караганда): Симович, Канунников, Павлов, Десятчиков, Лебедев, Сарумов, Леонидов (Кузнецов 51), Мелкумов, Лукьянович, Юркевич, Игнатьев Заря: Клюев, Котенко, Приймак, В.В. Першин, Галустов, Миронов, Нескородев, Кравчук, Гришин, Волченков, Балаба |                    |                     |               |                                                             |

| 25 сентября 1964 5 тур | Шахтёр (Караганда) | 0:1                 | Черноморец   | Караганда                                                           |
| |                    | (отчёт 1) (отчёт 2) | Молочков 55′ | Стадион: Шахтёр Зрителей: 20 000 Судья: Владимир Подгорный (Москва) |
| Шахтёр (Караганда): Андрес, Горбов, Канунников, Кузнецов, Павлов, Сарумов, Мелкумов, Лебедев, Лукьянович, Чуваков, Корольков Черноморец: Городенко, Хромов, Елисеев, Солодкий, Попичко, Чеботарёв, Мерчанский, Дерябин, Колдаков, Москаленко, Молочков |                    |                     |              |                                                                     |

| 30 сентября 1964 6 тур | Шахтёр (Караганда) | 1:4                 | Пахтакор                                | Караганда                                          |
| | Мелкумов 15′       | (отчёт 1) (отчёт 2) | Абдураимов 28′ 61′ · Красницкий 34′ 75′ | Стадион: Шахтёр Зрителей: 18 000 Судья: ? (Москва) |
| Шахтёр (Караганда): Андрес (Симович 46), Горбов, Павлов, Десятчиков, Лебедев, Сарумов, Мелкумов, Корольков, Игнатьев, Лукьянович, Юркевич (Чуваков 46) Пахтакор: Хасаншин, Медведев, Шарипов, Закиров, Мухин, Науменко, Абдураимов, Малиновский, Красницкий, Таджиров, Любушин (Стадник 76) |                    |                     |                                         |                                                    |

| 5 октября 1964 7 тур | Шахтёр (Караганда) | 0:1                 | Локомотив (Челябинск) | Караганда                                                         |
| |                    | (отчёт 1) (отчёт 2) | Епишин 17′            | Стадион: Шахтёр Зрителей: 18 000 Судья: Степан Арутюнов (Ашхабад) |
| Шахтёр (Караганда): Андрес, Горбов, Депешко (Десятчиков 46), Кузнецов, Павлов, Сарумов, Лебедев, Чуваков, Игнатьев, Лукьянович, Корольков Локомотив (Челябинск): Б. Кузнецов, Трусов, Пискунов, Полишвайко, Бондин, Абрамов, Тихонов, Коротаев (Костин 46), Епишин, Иванов, Васюк |                    |                     |                       |                                                                   |

| 9 октября 1964 8 тур | Авангард (Харьков)      | 2:1                 | Шахтёр (Караганда) | Харьков                                                         |
| | Хачатуров ? · Королёв ? | (отчёт 1) (отчёт 2) | Игнатьев ?         | Стадион: Металлист Зрителей: 25 000 Судья: Эуген Хярмс (Таллин) |
| Авангард (Харьков): Адамов, Онисько, Кольцов, Хаткевич, Поскотин, Шеховцев, Костюк, Ю. Несмеян, Панфилов, Королёв, Хачатуров Шахтёр (Караганда): Андрес, Горбов (Чуваков ?), Павлов, Десятчиков, Юркевич, Сарумов, Мелкумов, Игнатьев, Лукьянович, Леонидов, Корольков |                         |                     |                    |                                                                 |

| 14 октября 1964 9 тур | Шахтёр (Караганда) | 0:0                 | Жальгирис | Караганда                                                            |
| |                    | (отчёт 1) (отчёт 2) |           | Стадион: Шахтёр Зрителей: 18 000 Судья: Григорий Багдасаров (Таллин) |
| Шахтёр (Караганда): Андрес, Чуваков, Леонидов, Павлов, Лебедев, Сарумов, Мелкумов, Игнатьев, Лукьянович, Юркевич, Корольков Жальгирис: Авербух, Житкус, Жилинскас, Рамялис, Куликаускас, Егоров, Билюнас, Бинкаускас, Антанайтис, Глоденис, Юшка |                    |                     |           |                                                                      |

| 19 октября 1964 10 тур | Шахтёр (Караганда) | 0:0                 | Даугава-РЭЗ | Караганда                                                    |
| |                    | (отчёт 1) (отчёт 2) | Залитис ?'  | Стадион: Шахтёр Зрителей: ? Судья: Владимир Сиротин (Фрунзе) |
| Шахтёр (Караганда): Андрес, Чуваков, Леонидов, Павлов, Лебедев, Сарумов, Мелкумов, Игнатьев, Лукьянович, Юркевич (Кузнецов ?), Корольков Даугава-РЭЗ: Бубенец, Страуме, Залитис, Аболтиньш, Анджанс, Маркин, Герасименко, Добротворский (Петровский 46), Смирнов, Госперский, Медведев |                    |                     |             |                                                              |

| 24 октября 1964 11 тур | Локомотив (Челябинск) | 1:1                 | Шахтёр (Караганда) | Челябинск                                                             |
| | Епишин 44′            | (отчёт 1) (отчёт 2) | Депешко 86′        | Стадион: Центральный Зрителей: 5 000 Судья: Николай Хлопотин (Москва) |
| Локомотив (Челябинск): Б. Кузнецов, Трусов, Пискунов, Владимиров, Бондин, Абрамов, Тихонов, Костин (Шевченко 34), Епишин, Иванов, Васюк Шахтёр (Караганда): Андрес, Депешко, Павлов, Леонидов, Лебедев, Чуваков, Мелкумов, Игнатьев, Асылбаев, Юркевич, Корольков |                       |                     |                    |                                                                       |

| 29 октября 1964 12 тур | Заря                    | 2:0                 | Шахтёр (Караганда) | Луганск                                                           |
| | Гришин 29′ · Балаба 68′ | (отчёт 1) (отчёт 2) |                    | Стадион: Авангард Зрителей: 15 000 Судья: Матвей Титаренко (Рига) |
| Заря: Клюев, Котенко, Приймак, Миронов, Дрозд, Галустов (Костенко 35), В.В. Першин, Кравчук, Гришин, Волченков, Балаба Шахтёр (Караганда): Симович, Чуваков, Депешко, Леонидов, Лебедев, Павлов, Мелкумов, Игнатьев, Асылбаев, Юркевич, Корольков |                         |                     |                    |                                                                   |

| 3 ноября 1964 13 тур | Черноморец                        | 4:0                 | Шахтёр (Караганда) | Одесса                                                           |
| | Москаленко 5′ 8′ 44′ · Молочков ? | (отчёт 1) (отчёт 2) |                    | Стадион: ЧМП Зрителей: 30 000 Судья: Николай Болотников (Москва) |
| Черноморец: Городенко, Хромов, Заболотный, Солодкий, Елисеев, Чеботарёв, О. Щупаков (Мерчанский 77), Дерябин, Колдаков, Москаленко, Молочков Шахтёр (Караганда): Андрес (Симович 46), Горбов, Леонидов, Депешко, Лебедев, Сарумов, Мелкумов, Игнатьев, Павлов, Юркевич (Чуваков 46), Корольков |                                   |                     |                    |                                                                  |

| 7 ноября 1964 14 тур | Пахтакор | 1:1                 | Шахтёр (Караганда) | Ташкент                                                                 |
| | Мухин ?  | (отчёт 1) (отчёт 2) | Игнатьев ?         | Стадион: Пахтакор Зрителей: 45 000 Судья: Алексей Качкачашвили (Москва) |
| Пахтакор: Пшеничников, Медведев, Штерн, Суюнов, Мухин, Науменко, Абдураимов, Стадник, Красницкий (Любушин 75), Таджиров, Малиновский Шахтёр (Караганда): Симович, Горбов (Чуваков 43), Павлов, Десятчиков, Лебедев, Сарумов, Мелкумов, Игнатьев, Леонидов, Юркевич, Корольков |          |                     |                    |                                                                         |

## Кубок СССР 1964

### Матчи
| 31 мая 1964 1/32 финала                                                                                      | Локомотив (Челябинск)     | 2:0                 | Шахтёр (Караганда) | Челябинск                       |
| | Коротаев 60′ · Епишин 70′ | (отчёт 1) (отчёт 2) |                    | Стадион: ? Зрителей: ? Судья: ? |
| Локомотив (Челябинск): ?, ?, Пискунов, Андреев, ?, ?, Васюк, Епишин, Коротаев, ?, ? Шахтёр (Караганда): ?, ? |                           |                     |                    |                                 |

## Статистика

### Матчи и голы
| № | Поз. | Имя                 | Класс «А» | Класс «А» | Кубок | Кубок | Итого | Итого |
| № | Поз. | Имя                 | Игры      | Голы      | Игры  | Голы  | Игры  | Голы  |
| - | ---- | ------------------- | --------- | --------- | ----- | ----- | ----- | ----- |
| ? | Вр   | Игорь Андрес        | 35        | -30       | ?     | ?     | 35    | -30   |
| ? | Вр   | Анатолий Симович    | 16        | -11       | ?     | ?     | 16    | -11   |
| ? | Защ  | Владимир Асылбаев   | 2         | 0         | ?     | ?     | 2     | 0     |
| ? | Защ  | Владислав Горбов    | 35        | 0         | ?     | ?     | 35    | 0     |
| ? | Защ  | Константин Депешко  | 4         | 1         | ?     | ?     | 4     | 1     |
| ? | Защ  | Владимир Десятчиков | 30        | 1         | ?     | ?     | 30    | 1     |
| ? | Защ  | Владимир Канунников | 20        | 0         | ?     | ?     | 20    | 0     |
| ? | Защ  | Геннадий Лебедев    | 39        | 0         | ?     | ?     | 39    | 0     |
| ? | Защ  | Валерий Павлов      | 28        | 0         | ?     | ?     | 28    | 0     |
| ? | Защ  | Кенес Тулемисов     | 1         | 0         | ?     | ?     | 1     | 0     |
| ? | ПЗ   | Александр Антипов   | 0         | 0         | 0     | 0     | 0     | 0     |
| ? | ПЗ   | Вячеслав Анфилов    | 4         | 0         | ?     | ?     | 4     | 0     |
| ? | ПЗ   | Тимур Бектембаев    | 0         | 0         | ?     | ?     | 0     | 0     |
| ? | ПЗ   | Виктор Воропаев     | 5         | 0         | ?     | ?     | 5     | 0     |
| ? | ПЗ   | Евгений Кузнецов    | 16        | 0         | ?     | ?     | 16    | 0     |
| ? | ПЗ   | Анатолий Лукьянович | 24        | 6         | ?     | ?     | 24    | 6     |
| ? | ПЗ   | Рафаэль Сарумов     | 10        | 0         | ?     | ?     | 10    | 0     |
| ? | Нап  | Виктор Абгольц      | 6         | 3         | 0     | 0     | 6     | 3     |
| ? | Нап  | Олег Игнатьев       | 39        | 5         | ?     | ?     | 39    | 5     |
| ? | Нап  | Виктор Корольков    | 38        | 5         | ?     | ?     | 38    | 5     |
| ? | Нап  | Геннадий Костюченко | 1         | 0         | ?     | ?     | 1     | 0     |
| ? | Нап  | Вячеслав Леонидов   | 35        | 0         | ?     | ?     | 35    | 0     |
| ? | Нап  | Юрий Мелкумов       | 35        | 7         | ?     | ?     | 35    | 7     |
| ? | Нап  | Виталий Плеханов    | ?         | ?         | ?     | ?     | ?     | ?     |
| ? | Нап  | Анатолий Тюрин      | 2         | 0         | ?     | ?     | 2     | 0     |
| ? | Нап  | Вениамин Чуваков    | 15        | 0         | ?     | ?     | 15    | 0     |
| ? | Нап  | Евгений Юркевич     | 38        | 11        | ?     | ?     | 38    | 11    |